# Yvonne Nauta
Yvonne Nauta (* 21. Februar 1991 in Uitwellingerga) ist eine niederländische Eisschnellläuferin. Sie ist die Tochter des Skippers (Ocean Race) Dirk Nauta.

## Werdegang
Nauta hatte ihre ersten internationalen Erfolge bei den Juniorenweltmeisterschaften 2009 in Zakopane. Dort gewann sie im Mini-Vierkampf und über 1500 m jeweils die Silbermedaille und über 3000 m und in der Teamverfolgung jeweils die Goldmedaille. Im folgenden Jahr holte sie bei den Juniorenweltmeisterschaften in Moskau die Silbermedaille über 3000 m und die Goldmedaille in der Teamverfolgung. Im Februar 2011 startete sie in Salt Lake City erstmals im Weltcup und belegte dabei in der B-Gruppe den 12. Platz über 5000 m. In der Saison 2013/14 errang sie mit vier Top-Zehn-Platzierungen den dritten Platz im Gesamtweltcup über 3000/5000 m. Dabei erreichte sie mit dem dritten Platz über 5000 m in Astana, den dritten Rang über 3000 m in Inzell und den zweiten Platz über 3000 m in Heerenveen ihre ersten Podestplatzierungen im Weltcup. Zudem wurde sie in der Saison 2013/14 niederländische Meisterin über 5000 m und im kleinen Vierkampf. Im Januar 2014 gewann sie bei der Mehrkampfeuropameisterschaft in Hamar die Silbermedaille und im März 2014 bei der Mehrkampfweltmeisterschaft in Heerenveen die Bronzemedaille. Bei den Olympischen Winterspielen 2014 in Sotschi wurde sie Sechste über 5000 m. In der Saison 2016/17 lief sie bei der Mehrkampfeuropameisterschaft 2017 in Heerenveen auf den vierten Platz und bei den Einzelstreckenweltmeisterschaften 2017 in Gangwon den fünften Platz über 3000 m.

## Persönliche Bestzeiten
- 500 m      40,58 s (aufgestellt am 27. Dezember 2014 in Heerenveen)
- 1000 m    1:18,96 min (aufgestellt am 25. Oktober 2014 in Heerenveen)
- 1500 m    1:57,23 min (aufgestellt am 29. Dezember 2013 in Heerenveen)
- 3000 m    4:02,56 min (aufgestellt am 9. Februar 2017 in Gangwon)
- 5000 m    6:57,59 min (aufgestellt am 22. März 2014 in Heerenveen)